# Franc congolès
El franc congolès (en francès franc congolais o, simplement, franc) és la unitat monetària de la República Democràtica del Congo. El codi ISO 4217 és CDF i l'abreviació és FC. Se subdivideix en 100 cèntims (centimes).

## Història
Durant el domini colonial belga, es va introduir l'anomenat franc del Congo Belga, que equivalia al franc belga. El 1960, amb la independència del país, va passar a ser conegut simplement com a franc congolès. El franc va ser moneda del Congo fins al 1967, en què fou substituïda pel zaire a raó de 1.000 francs per zaire.
Havent patit una forta devaluació que va substituir 3.000.000 zaires vells per un de nou, el franc congolès es va establir de nou el 1997, en substitució del nou zaire a raó de 100.000 nous zaires per franc.

## Bitllets
Emès pel Banc Central del Congo (Banque Centrale du Congo), en circulen bitllets d'1, 5, 10, 20 i 50 cèntims i d'1, 5, 10, 20, 50, 100, 200 i 500 francs. No se n'emeten monedes.

## Taxes de canvi
- 1 EUR = 528,27 CDF (15 de gener del 2006)
- 1 USD = 438,07 CDF (15 de gener del 2006)